# Polynesian Blue

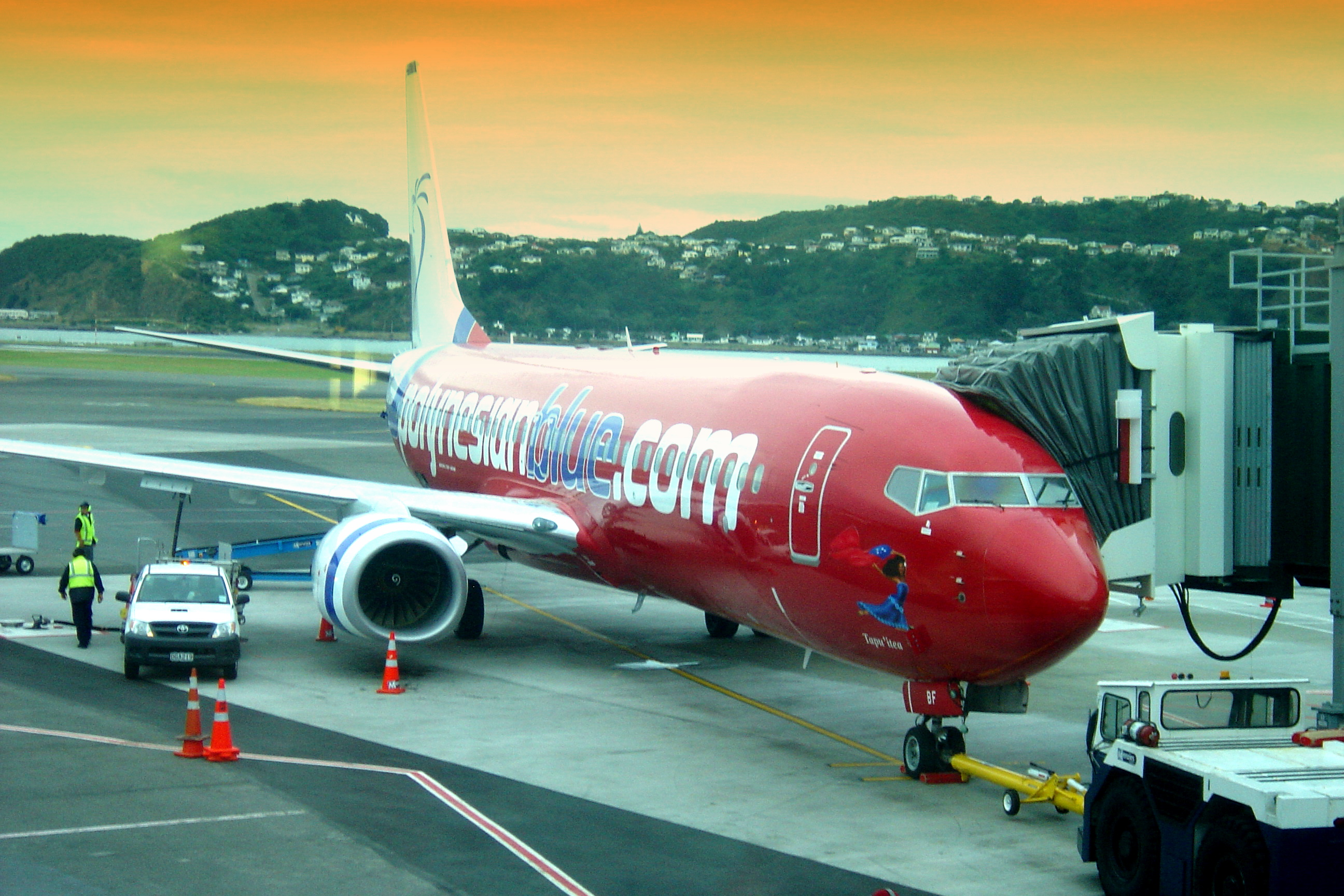
Boeing 737-800 (регистрационный номер ZK-PBF, «Tapu’itea») авиакомпании Polynesian Blue в Международном аэропорту Веллингтон

Polynesian Blue — авиакомпания конгломерата коммерческих компаний Virgin Group, выполняющая регулярные пассажирские рейсы между аэропортами Самоа, Австралии и Новой Зеландии. 49 % собственности перевозчика принадлежит правительству Самоа и фактически находится в управлении национальной авиакомпании Polynesian Airlines, которая в 2005 году прекратила эксплуатацию реактивной авиации, передав международные маршруты в Polynesian Blue.

## История
В 2005 году руководство холдинга Virgin Blue подписало с правительством Самоа соглашение, по которому была организована коммерческая авиакомпания Polynesian Blue. Условия договора обсуждались в течение нескольких месяцев, в результате чего было принято решение о формировании нового перевозчика и передаче ему прав на выполнение регулярных международных авиарейсов на реактивных самолётах, до этого времени выполнявшиеся национальной авиакомпанией Самоа Polynesian Airlines. Название Polynesian Blue родилось из части торговой марки Polynesian Airlines и части бренда авиакомпании Pacific Blue Airlines из Крайстчерча, входящей в состав холдинга Virgin Blue. Первый коммерческий полёт новой авиакомпании был выполнен 25 октября 2005 года между аэропортами городов Апиа (Самоа), Окленд (Новая Зеландия) и Сидней (Австралия).
Polynesian Blue на 49 % принадлежит правительству Самоа, ещё 49 % акций находятся в собственности холдинга Virgin Blue и торгуются на австралийской бирже в составе акций холдинга (ASX: VBA), остальные два процента принадлежат частному инвестору — владельцу сети отелей и ресторанов Самоа.
Несколько месяцев спустя после начала полётов Polynesian Blue была вынуждена сменить позывной ИКАО с PBI на PBN для ликвидации путаницы в работе диспетчерских служб. Аналогичная ситуация произошла и в авиакомпании Pacific Blue Airlines, которая приостановила использование позывного ИКАО PLB (Polyblue) и в настоящее время работает под другим кодом ИКАО, прежний позывной авиакомпании находится в резерве и не используется.
Авиакомпания Polynesian Blue в настоящее время эксплуатирует один самолёт Boeing 737-800, ливрея которого раскрашена в фирменные цвета компаний холдинга Virgin Blue. Фюзеляж самолёта раскрашен в красный цвет, на хвосте лайнера изображены стилизованные пальмы. Boeing 737—800 авиакомпании имеет регистрационный номер ZK-PBF и носит неофициальное название «Tapu’itea».

## Маршрутная сеть
По состоянию на май месяц 2007 года маршрутная сеть авиакомпании Polynesian Blue включала в себя следующие аэропорты:
- Австралия
  - Сидней — Аэропорт Сидней
  - Брисбен — Аэропорт Брисбен
- Новая Зеландия
  - Окленд — Аэропорт Окленд
- Самоа
  - Апиа — Аэропорт Фалеоло

## Сервис на борту
Авиакомпания Polynesian Blue предлагает пассажирам на борту питание и напитки за отдельную плату и по отдельному меню.

## Флот
В декабре 2008 года воздушный флот авиакомпании Polynesian Blue состоял из одного самолёта: